# 타케이 야스오
타케이 야스오(일본어: 武井保雄 다케이 야스오[*], 1930년 1월 4일 ~ 2006년 8월 10일)는 일본 최고의 소비자 금융 그룹인 다케후지(武富士)의 창립자이자 전 회장이었다.
2004년 11월 17일 그는 2000년 12월부터 2001년 2월 사이에 다케후지에 대해 비판적인 기사를 쓴 두 명의 프리랜서 언론인의 전화에 도청을 요청한 후 도청 및 인격 명예 훼손 혐의로 3년의 유예를 선고 받았다. 타케이는 다케후지 직원들에게 자사 웹사이트에 언론인 중 한 명에 대해 명예를 훼손하는 발언을 올리라고 명령했다.
2006년 6월 포브스 조사에 따르면 타케이는 일본에서 (손 마사요시 다음으로) 두 번째로 부유한 사람이었다. 그의 순자산은 미화 56억 달러로 추정된다.

## 같이 보기
- 세계 부자 순위